# Ashigara (Schiff, 1929)
Die Ashigara (japanisch 足柄) war ein Schwerer Kreuzer der Kaiserlich Japanischen Marine und zugleich das letzte Schiff der vier Einheiten umfassenden Myōkō-Klasse, welche zwischen November 1928 und August 1929 in Dienst gestellt wurden. Benannt wurde das Schiff nach einem Berg im Grenzgebiet der auf Honshū liegenden Präfekturen Kanagawa und Shizuoka. Der Kreuzer wurde hauptsächlich im Pazifikkrieg eingesetzt, bevor er wenige Wochen vor Kriegsende am 8. Juni 1945 von einem U-Boot versenkt wurde.

## Bau und Umbau
Die Kiellegung des Schiffes erfolgte am 11. April 1925 auf der Werft von Kawasaki in Kōbe, der Stapellauf fand fast auf den Tag genau drei Jahre später am 20. April 1928 statt. Bereits wenige Jahre nach der Indienststellung erfolgten erste Veränderungen am Schiff. Schon 1932 wurden die zehn 20-cm-Geschütze der Hauptartillerie (Modell 3 Nendo shiki 1 Gō 20 cm) gegen zehn modernere 20,3-cm-Geschütze ausgetauscht (Modell 3 Nendo shiki 2 Gō 20,3 cm).
Ab dem 15. November 1934 wurde die Ashigara einem rund sechsmonatigen Umbau unterzogen, wobei die starr eingebauten Torpedorohre, der Flugzeughangar und die sechs älteren 12-cm-Geschütze der Mittelartillerie von Bord genommen wurden. Stattdessen erhielt der Kreuzer acht 12,7-cm-Mehrzweckgeschütze in vier Doppellafetten, zwei schwenkbare Vierlingsrohrsätze für Torpedos des Typs 93 und zwei Katapulte sowie vier Seebeobachtungsflugzeuge vom Typ Nakajima E8N (allerdings führte das Schiff zu diesem Zeitpunkt selten mehr als zwei Maschinen mit sich). Außerdem wurde ein neues Flak-Feuerleitsystem an Bord installiert. Die baulichen Veränderungen ließen allerdings auch die Wasserverdrängung um rund 680 tn.l. ansteigen, was eine Vergrößerung der Seitenwulste notwendig machte, um die Stabilität zu gewährleisten.
Nachdem im September 1935 Teile der japanischen Flotte in einem Taifun erhebliche Schäden hatten hinnehmen müssen, wurden auch die Längs- und Querverstrebungen des Rumpfes der Ashigara einer Verstärkung unterzogen.
Im Rahmen eines erneuten Umbaus ab 1939 erhielt die Ashigara zwei zusätzliche Vierlingsrohrsätze für 60,9-cm-Torpedos des Typs 93. Ferner kamen leistungsfähigere Katapulte und drei moderne Aufklärungsflugzeuge an Bord, darunter zwei Mitsubishi F1M. Die Umbauten beeinträchtigten allerdings wieder die Stabilität des Schiffes und machten eine erneute Vergrößerung der Seitenwulste notwendig.
Des Weiteren wurde die zu Beginn als sehr schwach anzusehende leichte Flak des Kreuzers – bei der Indienststellung 1929 befanden sich gerade einmal zwei 7,62-mm-Maschinengewehre an Bord – zwischen 1936 und 1941 und später im Verlauf des Krieges mehrfach verstärkt, zunächst durch schwere 13,2-mm-Maschinengewehre, später durch 2,5-cm-Flak. Zu Beginn des Pazifikkrieges 1941 verfügte die Ashigara über acht 2,5-cm-Flak in vier Doppellafetten und vier 13,2-mm-Maschinengewehre. Zwischen 1943 und 1944 wurde die leichte Flak nochmals mehrfach verstärkt. Ende 1944 befanden sich insgesamt 48 2,5-cm-Flak, ein Radargerät vom Typ 21 zur Luftraumbeobachtung sowie eine Radaranlage des Typs 22 zur Seeraumüberwachung an Bord. Um Gewicht einzusparen, wurden im Gegenzug zwei Scheinwerfer und zwei der vier Torpedorohrsätze von Bord gegeben.

### Einsätze
Nach der Indienststellung am 20. August 1929 wurde der Kreuzer zunächst als Flaggschiff des 4. Kreuzergeschwaders, welches von den vier Einheiten der Myōkō-Klasse gebildet wurde, eingesetzt und operierte fast ausnahmslos in heimischen Gewässern. Nachdem die Ashigara im Dezember 1932 vorübergehend in den Reservestatus versetzt worden war und einigen Umbauten unterworfen wurde, bildete sie ab Mai 1933 zusammen mit ihren drei Schwesterschiffen kurzzeitig das 5. Kreuzergeschwader, welches aber bereits im Sommer 1933 wieder aufgelöst wurde. Ende 1933 wurde die Ashigara zusammen mit den drei anderen Schiffen den Wachgeschwadern der Marinestützpunkte Kure und Sasebo zugeteilt und anschließend einem längeren Umbau unterzogen.
Mitte 1935 wurde der Kreuzer wieder in Dienst genommen und unternahm mehrere Übungsfahrten. Hierbei ereignete sich während eines Probeschießens östlich von Hokkaidō eine schwere Explosion im Turm Nr. 2, welche den Zwillingsturm verwüstete und 41 Besatzungsangehörige tötete. Glücklicherweise schlug die Stichflamme nicht bis in die Munitionsmagazine durch, wodurch das Schiff vor schlimmeren Schäden bewahrt wurde. Die danach nötigen Reparaturarbeiten sowie erneute Baumaßnahmen im Rahmen einer Verstärkung des Rumpfes sorgten dafür, dass der Kreuzer erst im Juni 1936 wieder einsatzbereit war.
Zwischen April und Juni 1937, die Ashigara war mittlerweile wieder Flaggschiff des 4. Kreuzergeschwaders, unternahm der Kreuzer eine ausgedehnte Reise nach Europa und besuchte Portsmouth, wo das Schiff an einer internationalen Flottenparade anlässlich der Krönung von König Georg VI. teilnahm, und Kiel. Im Rahmen eines Ausflugs nach Berlin wurden hierbei der Befehlshaber des 4. Kreuzergeschwaders, Konteradmiral Sonosuke Kobayashi, und der Kommandant der Ashigara, Kaigun-Taisa Moriji Takeda, von Adolf Hitler in der Reichskanzlei empfangen.
Unmittelbar nach der Rückkehr nach Japan wurde der Kreuzer Flaggschiff des 5. Kreuzergeschwaders. In dieser Rolle beteiligte er sich im Dezember 1937 an einer internationalen Rettungsaktion für den nordöstlich von Formosa in Seenot geratenen US-Dampfer President Hoover und operierte im Verlauf des Jahres 1938 nach dem Ausbruch des chinesisch-japanischen Krieges vor allem in den chinesischen und indochinesischen Gewässern.
Im Sommer 1941 nahm die Ashigara an der Besetzung der französischen Besitzungen in Indochina teil und verlegte mit dem 7. Kreuzergeschwader zeitweilig nach Saigon.

### Zweiter Weltkrieg
Unmittelbar nach dem japanischen Angriff auf Pearl Harbor am 7. Dezember 1941 fungierte die Ashigara gemeinsam mit dem Schweren Kreuzer Maya, dem Leichten Kreuzer Kuma und zwei Zerstörern als Deckungsgruppe für den sogenannten Nord-Philippinen-Verband und unterstützte am 10. Dezember 1941 die Landungen bei Aparri und Vingan auf Luzon. Hierbei überstand der Kreuzer einen Angriff von US-amerikanischen B-17-Bombern unbeschadet, während die Amerikaner zunächst nach diesem Angriff glaubten, das Schlachtschiff Haruna versenkt zu haben. Mitte Dezember nahm das Schiff auch an den Landungsoperationen im Golf von Lingayen teil.
Im Frühjahr 1942 verlegte die Ashigara, mittlerweile Teil des 16. Kreuzergeschwaders, in die niederländisch-ostindischen Gewässer und beteiligte sich an der Invasion auf Java sowie an der Zerschlagung der alliierten Seestreitkräfte in diesem Gebiet. Am 1. März 1942 war die Ashigara Teil eines aus insgesamt vier Schweren Kreuzern und zwei Zerstörern bestehenden Verbandes, der vor der Sundastraße in ein knapp zweistündiges Gefecht mit dem britischen Schweren Kreuzer Exeter, dem Zerstörer Encounter und dem US-Zerstörer Pope verwickelt wurde. Im Verlauf des Kampfes wurde der britische Zerstörer von 20,3-cm-Granaten der japanischen Kreuzer kampfunfähig geschossen und sank. Die Exeter wurde ebenfalls von den zahlenmäßig überlegenen Japanern zusammengeschossen und kenterte nach mehreren Torpedotreffern nahe der Insel Bawean. Auch der amerikanische Zerstörer, der zunächst vom Gefechtsfeld entkommen konnte, sank im Verlauf des Tages nach Angriffen von Flugzeugen des Trägers Ryūjō und des Seeflugzeugtenders Chitose.
Nach der Eroberung der niederländisch-ostindischen Besitzungen verlegte die Ashigara zurück nach Japan und wurde in Sasebo einer Grundüberholung unterzogen. Im Anschluss daran ging das Schiff nach Singapur und wurde dort Flaggschiff der 2. Expeditionsflotte. In dieser Funktion verblieb die Ashigara bis Februar 1944. Neben Transportfahrten führte der Kreuzer zumeist Sicherungsaufgaben zwischen Penang, Singapur und den niederländisch-ostindischen Inseln durch.
Im Frühjahr 1944 wurde das Schiff zum 21. Kreuzergeschwader im Nordpazifik überstellt und verlegte zurück nach Japan. In Sasebo erhielt der Kreuzer dabei zusätzliche leichte Flak sowie eine Radaranlage zur Seeraum-Beobachtung. Bis Juni 1944 diente die Ashigara gemeinsam mit ihrem Schwesterschiff Nachi als Wachschiff beim 21. Kreuzergeschwader.
Im Oktober 1944 wurde der Kreuzer im Rahmen der anlaufenden japanischen Operationen gegen die amerikanische Landung auf den Philippinen zum 2. Angriffsverband von Vizeadmiral Shima Kiyohide detachiert und nahm an der See- und Luftschlacht im Golf von Leyte teil. Hierbei drang der Kreuzer zusammen mit dem Schweren Kreuzer Nachi und acht Zerstörern am 25. Oktober in die Straße von Surigao ein. Da die japanische Hauptmacht in diesem Gebiet, darunter zwei Schlachtschiffe, allerdings zuvor bereits von überlegenen US-Seestreitkräften weitgehend vernichtet worden war, drehte der Verband wieder ab und trat nach dem Abschuss einiger Torpedos den Rückmarsch an. Während des Rückzugs beteiligte sich die Ashigara noch an der Bergung des schwer beschädigten Kreuzers Kumano. In dieser Schlacht unbeschädigt geblieben, nahm die Ashigara im Dezember 1944 an einem Vorstoß gegen den amerikanischen Landekopf bei San Jose auf der östlich von Luzon gelegenen Insel Mindoro teil. Im Verlauf der Operation wurde die Ashigara am 26. Dezember zwar bei einem amerikanischen Luftangriff von einer 227-Kilogramm-Bombe getroffen und leicht beschädigt, der Kreuzer konnte aber in den frühen Morgenstunden des 27. Dezember dennoch den amerikanischen Landekopf erreichen und mit rund 200 20,3-cm-Granaten bombardieren.
Im Januar 1945 wurde die Ashigara zurück nach Singapur beordert und führte im Verlauf der folgenden fünf Monate Sicherungsaufgaben und Versorgungsfahrten in der niederländisch-ostindischen Inselwelt durch. Im Juni 1945 wurde der Kreuzer der 10. Küstenflotte in Singapur unterstellt und für Truppentransporte eingesetzt.

### Verlust
In den Mittagsstunden des 8. Juni 1945 entdeckte das britische U-Boot Trenchant (Commander Arthur Hezlet), das von einem amerikanischen und einem britischen U-Boot zuvor über die Fahrtroute des Schiffes informiert worden war, den Kreuzer auf einer dieser Transportfahrten in der Bangkastraße östlich von Sumatra. Trotz Zerstörersicherung attackierte das britische U-Boot und schoss in getauchtem Zustand einen Fächer von acht Torpedos auf die Ashigara ab. Der mit rund 1.600 Soldaten beladene Kreuzer, auf dem Weg von Jakarta nach Singapur, wurde gegen 12:15 Uhr von fünf Torpedos getroffen und kenterte bereits nach rund zwanzig Minuten. In einer gut koordinierten Rettungsaktion konnte der sichernde Zerstörer Kamikaze später 853 Besatzungsmitglieder, darunter auch den Kommandanten der Ashigara, Konteradmiral Hayao Miura, und rund 400 Soldaten bergen. Insgesamt fanden beim Untergang des Kreuzers aber schätzungsweise 1.200 Soldaten und Seeleute den Tod.

## Liste der Kommandanten
| Nr. | Name                                   | Beginn der Amtszeit | Ende der Amtszeit  | Bemerkungen                                       |
| --- | -------------------------------------- | ------------------- | ------------------ | ------------------------------------------------- |
| -   | Kapitän zur See Ono Yaichi             | 1. Oktober 1928     | 8. Februar 1929    | mit der Baubelehrung betraut                      |
| 1.  | Kapitän zur See Inoue Choji            | 20. August 1929     | 30. November 1929  | seit 8. Februar 1929 mit der Baubelehrung betraut |
| 2.  | Kapitän zur See Hani Rokuro            | 30. November 1929   | 1. Dezember 1930   |                                                   |
| 3.  | Kapitän zur See Otagaki Tomisaburo     | 1. Dezember 1930    | 1. Dezember 1931   |                                                   |
| 4.  | Kapitän zur See Miki Taichi            | 1. Dezember 1931    | 15. November 1933  |                                                   |
| 5.  | Kapitän zur See Yokoyama Sugao         | 15. November 1933   | 15. November 1935  |                                                   |
| 6.  | Kapitän zur See Sakura Takeo           | 15. November 1935   | 1. Dezember 1936   |                                                   |
| 7.  | Kapitän zur See Takeda Moriji          | 1. Dezember 1936    | 15. Dezember 1937  |                                                   |
| 8.  | Kapitän zur See Marumo Kuninori        | 15. Dezember 1937   | 3. Juni 1938       |                                                   |
| 9.  | Kapitän zur See Kazoku Daigo Tadashige | 3. Juni 1938        | 1. Dezember 1938   |                                                   |
| 10. | Kapitän zur See Kamata Michiaki        | 1. Dezember 1938    | 15. Oktober 1940   |                                                   |
| 11. | Kapitän zur See Nakazawa Tasuku        | 15. Oktober 1940    | 5. Juli 1941       |                                                   |
| 12. | Kapitän zur See Ichimiya Yoshiyuki     | 5. Juli 1941        | 25. September 1942 |                                                   |
| 13. | Kapitän zur See Ban Masami             | 25. September 1942  | 30. Januar 1944    |                                                   |
| 14. | Kapitän zur See Miura Hayao            | 30. Januar 1944     | 7. Juni 1945       |                                                   |